# Siergiej Sobianin
Siergiej Siemionowicz Sobianin (ros. Сергей Семёнович Собянин; ur. 21 czerwca 1958 we wsi Niaksimwol) – rosyjski polityk, z wykształcenia prawnik.

## Życiorys
W latach 1991–1993 szef miasta Kogałym. W latach 1994–2000 przewodniczący Dumy (parlamentu) obwodu chanty-mansyjskiego. W styczniu 1996 roku został członkiem Rady Federacji na swoim stanowisku, w lutym 1996 r. – członkiem, a w lipcu 1998 r. – przewodniczącym Komisji ds. Legislacji Konstytucyjnej i Sądowych Zagadnień Prawnych. Od 2001 do listopada 2005 gubernator obwodu tiumeńskiego; od listopada 2005 do maja 2008 szef Administracji Prezydenta Federacji Rosyjskiej; od maja 2008 wicepremier Federacji Rosyjskiej. 21 października 2010 został zatwierdzony przez Moskiewską Dumę Miejską na stanowisko mera Moskwy.

## Rodzina
Rozwiedziony, dwoje dzieci.

## Odznaczenia
- Order Honoru (2003)[2]
- Medal Orderu „Za zasługi dla Ojczyzny” II klasy (1999)[3]
- Medal Stołypina (2010)[4]
- Oficer Orderu Zasługi Rolniczej (Francja)[5]